# 川村カオリ
川村 カオリ（かわむら カオリ、1971年1月23日 - 2009年7月28日）は、日本のロック歌手。本名及び旧芸名は川村 かおり。モスクワ生まれ。父は歴史学者の川村秀、弟は俳優の川村忠、娘はモデル、DJの刈込るちあ。乳癌を患い、闘病しながら音楽活動を継続していたが2009年7月28日死去。

## 略歴
日本人の父親とロシア人の母親とのハーフとしてモスクワで生まれる。幼い頃に正教の洗礼を受ける。聖名はギリシャ語で「復活」「復活した女」を意味するアナスタシア。
17歳で歌手としてデビュー。俳優、ラジオパーソナリティ、DJ、モデル、エッセイストとしても活動。1989年春から務めたオールナイトニッポンでは、日露ハーフである事を最大限に生かしてロシア語を教えたりソビエト連邦（当時）から生放送を行ったりした。番組の最終目標は当時のソ連の書記長ゴルバチョフを番組のゲストに招く事であったが、1991年4月に海部俊樹首相（当時）に晩餐会に招待され、念願であった面会を果たした。女優としてドラマや映画に出演。映画「東京の休日」（1991年公開）や「BLACK KISS」（2006年公開）では主演も果たし、国内アパレルブランドのモデルとしてパリ・コレクションなどのファッションショーにも多数出演した。自身のプロデュースブランド「Royal Pussy」も全国展開させた。

### SORROW（ソロウ）
1999年から川村の音楽活動の再開にあたり、ソロプロジェクトとしてスタート。ギタリスト弥吉淳二との共同プロデュースでミニ・アルバム2枚リリース後、ライブ活動の過程で次第にバンドとして形成されるようになり、何度かのメンバー・チェンジを経て2000年より正式にバンド「SORROW」を結成。メンバーはギターに川村の当時の夫で元SOBUTのMOTOAKI、ウッドベースに元HELLBENTのYUICHI、ドラムスにASSFORT・ROSSOのドラマーのMASATO。

## 来歴
11歳の時に家族と共にモスクワから千葉県に移住。帰国後に編入した小学校で、「純粋な日本人ではない」「混血、ハーフ」と揶揄を受け、いじめに遭う。
都内の中学校に進学した1983年、大韓航空機撃墜事件が起きると、同級生はおろか、教師からも心無い非情な言葉を浴びせられたという。このこともあり学校への不信感を募らせ、同級生が多く進学するであろう地域ではない高校への進学を考える。
1986年、東京都立田柄高等学校に進学。芸術の選択教科は美術であり、音楽の授業は普通教科のみであった。高校進学後は特にいじめられることはなかった。新宿ロフトやツバキハウスなどに頻繁に出入りするようになったのもこの時期である。そこで音楽関係者と知り合い、後にデビューの足掛かりとなった。
1987年、都立高校を中退し渡英。ライブハウスに通い詰める。暫くして英国四天王寺学園高等部（2000年閉校）に編入、単位を修得し卒業。程なく帰国する。
1988年11月、辻仁成プロデュースにより川村かおりとしてシングル「ZOO」および同名アルバムでデビュー。
1989年4月から1991年6月の間、オールナイトニッポン土曜2部のパーソナリティを務める。
1990年、「神様が降りてくる夜」が自身も準レギュラーとして出演した『邦ちゃんのやまだかつてないテレビ』のテーマ曲やテレビドラマ「悪魔のKISS」の挿入歌として使用される。
1991年、「翼をください」もヒット。音楽番組だけではなくバラエティ番組などにも出演するようになる。また、モデルとして雑誌やショーに出演する機会も増える。同年、『東京の休日』で映画初主演。
1992年、エッセイ集『volume―僕の手の中』を発表。
1993年より活動を休止し、ニューヨーク等で過ごす。
1995年6月、所属レコード会社を移籍、シングル「Big Beat」で音楽活動を再開。
1996年、NHK-BSのテレビドラマ『新宿鮫・屍蘭』に出演。翌1997年にも同シリーズの『新宿鮫・毒猿』に引き続き出演。
1998年、クラブ音楽の制作を目的としたソロプロジェクト「SORROW」を開始。またクラブイベントでDJとしての活動も始め、モデルの坂田かよと共にクラブイベント「696」を開催する。この頃、「川村かおり」から「川村カオリ」に改名。同年、母が乳癌で他界。
1999年2月、バンド「SOBUT」のギタリストであったMOTOAKIと結婚。同年、手塚眞監督の映画『白痴』に出演。
2000年、「SORROW」のメンバーに中村達也を加えてイベントを全国で展開。このツアー以降、「SORROW」はソロプロジェクトからMOTOAKIを含む4人編成のバンド形態へと移行し、インディーズで活動を続ける。
2001年、クラブイベント「696」の全国ツアーの様子を自ら撮影したドキュメンタリー映画『696 TRAVELING HIGH』を公開。同年、行定勲監督『贅沢な骨』に出演。また同年12月、長女を出産。
2003年、「SORROW」名義でユニバーサルJ（ユニバーサル ミュージック）よりミニアルバムでメジャー・デビュー。同年、MOTOAKIとの別居生活を始める。
2004年、乳がんが見つかり、左乳房の切除手術と抗がん剤治療を受ける。
2005年、復帰して芸能活動を再開。9月に自伝的フォトエッセイ『Helter Skelter』を出版。少女期に受けたいじめや結婚・出産、音楽活動での紆余曲折、乳癌とその闘病生活などをつづった。
2006年、手塚眞監督の映画『BLACK KISS』で主演を務める。
2007年2月、「SORROW」の活動休止（実質解散）を発表。同年、北村龍平監督の『LOVE DEATH』に出演。6月には3年半の別居の末にMOTOAKIと離婚。6月20日に発売されたTHE NEATBEATSのアルバム『JAPANESE ROCK & ROLL ATTACK!!ロックンロールの逆襲〜日本編』に、「ロックンロール・ウィドウ」のカバーで参加。9月29日、ピンクリボン運動のイベントでトークショーに出演。「年に1度はマンモグラフィー検査に行ってほしい」と訴える。イベント終了後の記者会見では、話し合いを経て共に悔いの無い心境で離婚届を提出した事、長女の親権は川村が持つ事などを明かした。
2008年10月1日、ブログで癌の再発を発表。同日参加したピンクリボンフェスティバル終了後の記者会見で手術が不可能なため抗がん剤治療を続けていることを明かす。
2009年1月23日、11年ぶりの誕生日ライブ「re-birth」を東京・原宿アストロホールで行う。3月22日、東京渋谷HMVでシングル「バタフライ」と書籍『MY SWEET HOME』の発売記念インストアライブを行う。4月4日、単発特番の『川村カオリのオールナイトニッポン』が放送される予定だったが、体調不良のため川村本人は生出演せず、急遽『川村カオリのためのオールナイトニッポン』として放送された。MCは構成作家の鈴木おさむ。5月5日、東京渋谷C.C. Lemonホールで生前最後のステージとなった20周年を記念したワンマンライブを開催。デビュー当時からの想いが詰まったホールでどうしてももう一度ステージに立ちたいという自身の強い希望から行われた。直前で体調が悪化したために公演中は椅子に座ったままの状態だったが3時間にわたるライブをやり遂げ、アンコールの『ZOO』ではギターを抱えて立って歌った。5月27日、13年ぶりのフルアルバム『K』を発売。7月1日、ブログで癌の新たな転移が見つかったことを報告。7月28日11時01分、乳がんのため東京都内の病院で死去。38歳没。正教の信徒であったため、葬儀は日本正教会最大の教会であるニコライ堂で行われた。7月30日夜にパニヒダ（通夜）、31日昼に埋葬式（葬儀）が行われ、友人・知人からの献花を受けた。聖堂内には川村のCD、愛用のギター三本などが並べられた。喪主は、カオリの弟である川村忠が務めた。
2023年2月19日、『オールナイトニッポン55周年記念 オールナイトニッポン55時間スペシャル』内で放送された『伊集院光のオールナイトニッポン あのときの2部オールスターズ〜2部振り返り&反省会スペシャル〜』で、伊集院光をはじめ当時の2部を担当していたパーソナリティが集結。昔を懐かしみ、エンディングには出演が叶わなかった川村の『ZOO』が流された。

## ディスコグラフィー
※1stシングル - 17thシングル／1stアルバム - 7thアルバムまでは川村かおり名義。
※18thシングルと8thアルバムは川村カオリ名義となっている。

### スタジオ・アルバム
|     | 発売日         | タイトル | 規格                 | 規格品番   | レーベル         | 備考                                                            |
| --- | -------------- | -------- | -------------------- | ---------- | ---------------- | --------------------------------------------------------------- |
| 1st | 1988年11月21日 | ZOO      | CD                   | D32A-0402  | SEE SAW          | 2018年11月21日にUHQCDにて ポニーキャニオンから再発売 PCCA-50304 |
| 2nd | 1989年10月21日 | CAMPFIRE | CD                   | PCCA-00006 | SEE SAW          |                                                                 |
| 3rd | 1990年7月21日  | Hippies  | CD                   | PCCA-00091 | SEE SAW          |                                                                 |
| 4th | 1992年2月5日   | Weed     | CD                   | PCCA-00345 | SEE SAW          |                                                                 |
| 5th | 1995年9月1日   | BEATA    | CD                   | FHCF-2247  | ファンハウス     |                                                                 |
| 6th | 1996年9月21日  | BANBITA  | CD                   | FHCF-2309  | ファンハウス     |                                                                 |
| 7th | 2009年5月27日  | K        | CD+DVD＜初回限定盤＞ | UMCC-9018  | MILESTONE CROWDS |                                                                 |
| 7th | 2009年5月27日  | K        | CD                   | UMCC-1033  | MILESTONE CROWDS |                                                                 |

### ベスト・アルバム
|     | 発売日        | タイトル                        | 規格   | 規格品番   | レーベル         |
| --- | ------------- | ------------------------------- | ------ | ---------- | ---------------- |
| 1st | 1991年3月21日 | Church                          | CD     | PCCA-00247 | SEE SAW          |
| 2nd | 2003年4月16日 | Anthology 川村かおりBEST        | CD     | PCCA-01882 | ポニーキャニオン |
| 3rd | 2008年7月16日 | 川村かおり ベスト・コレクション | CD     | PCCS-00047 | ポニーキャニオン |
| 4th | 2014年7月16日 | メモリアルベスト 39番目の夢     | CD+DVD | PCCA-4072  | ポニーキャニオン |

### ライブ・アルバム
|     | 発売日        | タイトル                      | 規格 | 規格品番  | レーベル  |
| --- | ------------- | ----------------------------- | ---- | --------- | --------- |
| 1st | 2010年7月28日 | Message-Last Live 2009.05.05- | 2CD  | PCD-18636 | Pヴァイン |

### その他
- 映画「エイジ」（1990年） - 主題歌「メリーゴーラウンドに乗ってる君のことが好きだよ」他2曲[注 13]
- アルバム「BORDER - A Tribute to Motoharu Sano -」（1996年） - 「悲しきレイディオ」歌唱（川村かおり名義）
- テレビドラマ「WITH LOVE」（1998年） - 挿入歌「Miniature Garden」（Kaori名義）
- THE NEATBEATSのアルバム『JAPANESE ROCK & ROLL ATTACK!!ロックンロールの逆襲～日本編』（2007年） - 「ロックンロール・ウィドウ」歌唱（THE NEATBEATS feat. 川村カオリ名義）

### 楽曲提供
- 「遠い声」LOVE（作詞）

## 映像作品

### ソロ名義
|                                  | 発売日        | タイトル                  | 規格 | 規格品番                    | レーベル         | 備考 |
| -------------------------------- | ------------- | ------------------------- | ---- | --------------------------- | ---------------- | --- |
| ビデオ・クリップ・ドキュメント集 | 1989年5月21日 | KAORI KAWAMURA 1 ZOO      | VHS  | VX45M1887                   | ポニーキャニオン | ポニーキャニオン時代の各アルバムタイトルよりビデオクリップ、 ゆかりの地へ赴く様子やメイキング、オフショットを収録したもの。 ※「KAORI KAWAMURA 1 ZOO」のブックレットに依るとM4「Russian Blue」には、赤の広場に於ける"近衛兵交代"の貴重なシーンがある為一部、自然音で収録されている。 |
| ビデオ・クリップ・ドキュメント集 | 1990年1月10日 | Kaori Kawamura 2 CAMPFIRE | VHS  | PCVP-10118                  | ポニーキャニオン | ポニーキャニオン時代の各アルバムタイトルよりビデオクリップ、 ゆかりの地へ赴く様子やメイキング、オフショットを収録したもの。 ※「KAORI KAWAMURA 1 ZOO」のブックレットに依るとM4「Russian Blue」には、赤の広場に於ける"近衛兵交代"の貴重なシーンがある為一部、自然音で収録されている。 |
| ビデオ・クリップ・ドキュメント集 | 1990年9月21日 | Kaori Kawamura 3 Hippies  | VHS  | PCVP-10324                  | ポニーキャニオン | ポニーキャニオン時代の各アルバムタイトルよりビデオクリップ、 ゆかりの地へ赴く様子やメイキング、オフショットを収録したもの。 ※「KAORI KAWAMURA 1 ZOO」のブックレットに依るとM4「Russian Blue」には、赤の広場に於ける"近衛兵交代"の貴重なシーンがある為一部、自然音で収録されている。 |
| ビデオ・クリップ集               | 1996年9月21日 | VIDEO BEATA               | VHS  | FHVF-1115                   | ファンハウス     | ※未DVD化 |
| ライブ映像集                     | 2009年5月6日  | re-birth 20090123         | DVD  | UMBC-1010                   | MILESTONE CROWDS | 2009年1月23日、11年ぶりに行われた"20th Anniversary Birthday Live「re-birth」"の映像を収録。 |
| ライブ映像集                     | 2010年9月22日 | re-birth 20090123         | DVD  | UMBC-9013＜初回生産限定盤＞ | MILESTONE CROWDS | 2009年1月23日、11年ぶりに行われた"20th Anniversary Birthday Live「re-birth」"の映像を収録。 |
| ビデオ・クリップ・ドキュメント集 | 2019年1月16日 | KAORI KAWAMURA 1・2・3    | DVD  | PCBP-53504                  | ポニーキャニオン | ポニーキャニオン時代のVHS、3タイトルをDVDパッケージに1枚にまとめ再発。 ボーナストラックとして「翼をください」、「見つめていたい」を収録。 |

### SORROW名義
|                    | 発売日        | タイトル             | 規格 | 規格品番  | レーベル      | 備考 |
| ------------------ | ------------- | -------------------- | ---- | --------- | ------------- | ---- |
| ライブ映像集       | 2003年11月5日 | RODEO GIGs Nights    | DVD  | UPBH-1100 | ユニバーサルJ |      |
| ライブ映像集       | 2005年6月29日 | RODEO GIGs Nights    | DVD  | UPBH-9200 | ユニバーサルJ |      |
| ライブ映像集       | 2004年4月28日 | Night of confusion   | DVD  | DGDV-1001 | DEAD GIRLS    |      |
| ビデオ・クリップ集 | 2005年3月30日 | NINE CLIPs           | DVD  | DGDV-1002 | DEAD GIRLS    |      |
| ライブ映像集       | 2005年3月30日 | THE LIVE UNDERGROUND | DVD  | DGDV-1003 | DEAD GIRLS    |      |

## 出演

### 映画
- 「東京の休日」（1991年、長尾直樹監督） - ナーシア 役（主演）
- 「白痴」（1999年） - メイク 役
- 「贅沢な骨」（2001年） - クラブの女 役
- 「696TRAVELING HIGH」（2001年）[23] - 川村カオリ（本人） 役（主演・監督）
- 「BLACK KISS」（2006年、手塚眞監督） - ルーシー（黒木香純） 役
- 「LOVEDEATH」（2007年） - カオリン 役

### TVドラマ
- 「新宿鮫 屍蘭」（NHK-BS2、1996年） - 青木晶 役
- 「新宿鮫 毒猿」（NHK-BS2、1997年） - 青木晶 役
- 「WITH LOVE」（フジテレビ、1998年） - リナ 役(KAORI名義で出演）

### TVバラエティー
- 「邦ちゃんのやまだかつてないテレビ」（フジテレビ、1989 - 1992年）

### ラジオ
- 「Good Morning No.1」（FM795、1988年11月 - 1989年9月）
- 「坂ちゃんの子の刻倶楽部」（信越放送）- 「あさまコール」コーナーに電話レギュラー出演
- 「川村かおりのオールナイトニッポン」（ニッポン放送、1989年4月 - 1991年11月）
- 「明日は日曜」（FM795、1989年10月 - 1990年10月）
- 「BARIBARI PARADISE」（FM795、1989年6月 - 1990年3月）
- 「川村かおりの696レディオ」（文化放送、1999年4月5日 - 1999年9月27日）

### CM
- 資生堂『パーキージーン』（1988年）
- 日本航空『I'll』（1991年）
- パナソニックミニコンポ『HALFコンポ』（1991年）
- パナソニックCDラジカセ『RX-DT909 / 707』（1991年）
- パナソニックカーAV（1991年）
- 東京デジタルホン『J-PHONE』（1998年）

## 著書
- 『volume―僕の手の中』 （角川書店、1992年）
- 『Helter Skelter』 （宝島社、2005年） ISBN 4-7966-4846-1、2007年に文庫化 ISBN 978-4796656788
- 『MY SWEET HOME 〜君に伝えたいこと〜』 （ぴあ、2009年） ISBN 4-8356-1729-0
- 『復活アナスタシア』（新潮社、2010年1月）ISBN 4-10-322441-X

### 写真集
- 『THESE ARE THE DAYS』（2000年）
- 『True Romance』（撮影：ニッキー・スターキー、2000年） - MOTOAKIとの写真集。

## 関連人物（楽曲提供・プロデュースなど）
- 辻仁成
- いまみちともたか
- 高橋研
- 白井良明
- NOBODY
- 根岸孝旨
- 真島昌利
- 松尾清憲
- SOBUT
- 弥吉淳二
- ベッキー（川村の娘とは原田芳雄宅の餅つき大会で毎年遊んでいる仲だが、川村本人とは2009年3月13日放送の『中居正広の金曜日のスマたちへ』が初対面）
- 山本潤子
- BRAHMAN（「NO LIGHT THEORY」（「A MAN OF THE WORLD」、「ETERNAL RECURRENCE」収録）にコーラスとして参加。特にETERNAL RECURENCEに収録されているものは再レコーディングされたもので、川村が参加した生前最後の音源となった）
- THE STAR CLUB（ライブをブログで取り上げる、「TRIBUTE TO THE STARCLUB featuring HIKAGE」に参加するなど、HIKAGEとは長年の交流があった）
- 堀内護（元ガロのMARK。田辺エージェンシー系列の事務所に在籍したこともあった為、先輩に当る） 11thシングル「風の生まれる場所から／9時間先の国」（1993年）作曲者
- THE ALFEE（同じ所属事務所(プロジェクトスリー)に在籍していた時期があった。その当時は、THE ALFEEの妹分的な位置付けであった）
- 吉川晃司（川村の所属事務所 株式会社アクセルミュージックエンターテイメント代表取締役社長。ミュージカル『SEMPO』で川村の父の上司にあたる杉原千畝も演じた。アルバム『K』でLOVE REAL ACTIONを提供）
- HIGHWAY61（インディーズ時代の2003年6月に発売したアルバム「Best of HIGHWAY61」にカバーを収録している）
- 川村秀（父、歴史家）
- 川村忠（弟、俳優）
- 谷口賢志（弟の友人、俳優）
- 川村晃（伯父、芥川賞作家）
- 杉原千畝（父の上司・父母の仲人、元・駐リトアニア日本領事代理）[24]

## 参考
- Kaori Kawamura Web Bioglaphy
- この人の新宿 川村かおりさん